# ディバインハート カレン 〜姦墜洗脳の罠〜
『ディバインハート カレン 〜姦墜洗脳の罠〜』（ディバインハート カレン 〜かんついせんのうのわな〜）は、2012年12月21日にPortionよりPC向けに発売されたアダルトゲーム。2013年6月27日には、本作のDVDPG版が電脳CLUBより発売された。

## あらすじ
『ディバインハート マキナ 〜敗辱の淫墜戦士〜』でミレニアム日本支部を壊滅させたマキナは、レクリスシティでの戦闘中に住民の少女である成神可憐をかばって負傷し、自らの武器である『ディバインアーク』を託して、敵方にさらわれた。

## 登場人物

### メインキャラクター
成神 可憐（なるかみ かれん） / ディバインハート・カレン
声 - 倉田まりや
平凡に生きようとしていた矢先に、マキナからディバインアークを託された少女。穏やかな性格だが、友のためならば犠牲をいとわない性格。
来須 亜里亜（くるす ありあ） / デモニックギア・アリア
声 - 橘みもざ
麻希奈の妹で、姉の誘拐のきっかけとなった可憐に心を開いていない。
来須 麻希奈（くるす まきな） / ディバインハート・マキナ
声 - 氷室百合
前作『ディバインハート マキナ 〜敗辱の淫墜戦士〜』の主人公で、ダークネスエナジーをアークに注入された。

### ミレニアム
レディ・アストレア
声 - 葵時緒
ミレニアム幹部で、マキナのライバル。
Dr.ネガクロス
ミレニアム幹部で、今回はレクリスシティに新たな日本支部を構えた。捕えたマキナを調教しようと企んでいる。
ハート・オブ・ダークネス
声 - 氷室百合
新生ミレニアムの切り札とされる女性。目玉や触手のついている、生きた変身スーツを身にまとい、ダークネスアークの力を用いて戦う。
Type-D
Dr.ネガクロスによって造られた怪人たちで、Dは欲望(Desire)の略。これまでの怪人たちは身体強化に伴う獣性の増幅およびそれに伴う知性の低下が問題視されていたが、Type-Dは逆にそれを生かし、理性を飛ばすことで強大なパワーを発揮することができるようになった。
そのため、満たされることのない強烈な性欲を持ち、改造前の人間の性的趣向も引き継いでいるため、より変態さが増している。
オーク
素体はアカデミーの教師で、スーツを着たブタのような姿をしている。
ドレイク
竜のような姿をした怪人。額に第3の目を持ち、相手の技などを見切ることが可能。自分の強さを誇示しており、その遺伝子を遺すためにマキナらを狙う。
ダゴン
タコなどの水棲生物をモチーフとした怪人で、その姿にたがわず水中船が得意。無邪気なようで陰湿な性格。
ブレイド
ソシオパスの切り裂き魔が自ら志願し怪人となった姿。両腕の一部が鎌のようになっており、真空波を放出することが可能。また、手先ははさみ状になっている。
アグリー
一つ目のスライムのような姿をした怪人。かつてはミレニアムの関係者だが、変身ヒロインを捕え損ねた責任をとるために、この手術を受けた。
ピスティル
植物をモチーフとした怪人で、上半身部分は少女の姿をしている。『ディバインハート マキナ 〜敗辱の淫墜戦士〜』のプラントを兄と呼び、驚異的な再生能力や蔓の操作のほかにも、寄生機能や催淫機能を持つ特殊な胞子も武器とする。
一般怪人

### その他
藤宮 麻友美（ふじみや まゆみ）
声 - 星野七海

## スタッフ
- 企画・監督 - Portion
- 原画 - KAGEMUSYA
- シナリオ - 黒井弘騎、板皮類、大杉和馬、Merle、すまっしゅぱんだ

## ディバインハート カレン SP
後日『ディバインハート カレン SP フルパック』・『ディバインハート カレン SP シーズン2 フルパック』で纏めて発売。シーズン2以降は『クルセイドハート カレン ～呪淫洗脳の罠～』の外伝も一緒にされている。
- ディバインハート カレン SP ～変身ヒロイン完全敗北！トリロジー～
- ディバインハート カレン SP ～逆襲の淫蟲放孕記～
- ディバインハート カレン SP ～偽ディバインハート誕生！前編～
- ディバインハート カレン SP ～偽ディバインハート誕生！後編～
- ディバインハート カレン SP ～悪堕ち娘の淫靡な日常～
- ディバインハート カレン SP ～渚の変身ヒロイン！前編～
- ディバインハート カレン SP ～渚の変身ヒロイン！後編～
- ディバインハート カレン SP ～クズ市民！最強のバッドエンド！～
- ディバインハート カレン SP シーズン2 ～変身ヒロイン完全敗北！テトラロジー～
- ディバインハート カレン SP シーズン2 ～ナリ変身ヒロインcrisis！～
- ディバインハート カレン SP シーズン2 ～ビーストウォー！人狼討伐 前篇～
- ディバインハート カレン SP シーズン2 ～ビーストウォー！人狼討伐 後篇～
- ディバインハート カレン SP シーズン2 ～潜入！サキュバスの淫都！篇～
- ディバインハート カレン SP シーズン2 ～逆襲の魔物娘・アルラウネ！～
- ディバインハート カレン SP シーズン2 ～悪堕ち娘の淫靡な宴～

この他二次元ドリームマガジンに短編小説が掲載された。

## 続編・スピンオフ

### クルセイドハート カレン ～呪淫洗脳の罠～
2014年10月31日発売。スピンオフ作品。

### ディバインハートSP ～ラストリゾート 秘島の獣欲プリズン～
2015年10月30日発売。完結編。

## 関連作品
- オリオンハート 〜淫辱のセーラースク水戦士〜
- ディバインハート マキナ 〜敗辱の淫墜戦士〜